# كلايد جاي رايت
كلايد جاي رايت (بالإنجليزية: Clyde J. Wright)‏ هو محرر أمريكي، (وُلِد عام 1878  م).